# Campanayuq Rumi
Campanayuq Rumi es un sitio arqueológico perteneciente al Horizonte Temprano ubicado a 3600 m s.n.m. y a 600 metros al este de Vilcashuamán, ciudad ubicada en el departamento de Ayacucho. Cuenta con un aproximado de 15 hectáreas de extensión. Se han hallado similitudes arquitectónicas y cerámicas con otros sitios y regiones andinas de su época, lo que refuerza aún más la imagen de unos Andes interconectados desde remotos tiempos preincaicos.  

## Toponimia
Su nombre proviene de una fusión del quechua y el castellano. "Campana" hace referencia a los clásicos instrumentos del Viejo Mundo, añadiéndosele el sufijo quechua "-yuq" que indica posesividad. Finalmente la palabra, también quechua, "rumi" se traduce como "piedra". Por ende, su nombre podría interpretarse como "Piedra dueña de la campana".

## Cronología
La cronología de Campanayuq Rumi fue estudiada y secuenciada tentativamente por Yuri Cavero y Yuichi Matsumoto, como parte del Proyecto de Investigaciones  Arqueológicas Campanayuq Rumi. 

### Fase Precampanayuq I (1100-950 a.C.)
De la fase Precampanayuq I se tienen vagos registros, conformados por unas muestras de carbón halladas en los estratos inferiores a la arquitectura monumental. Es posible que sea el primer registro de ocupación humana en el yacimiento.

### Fase Campanayuq I (950-500 a.C.)
Aquí se inicia la arquitectura monumental, construyéndose las plataformas y la plaza principal. Se cree que las galerías interiores también corresponden a esta fase. Las estructuras habrían sido construidas en un tiempo sorprendentemente corto. La cerámica de esta fase indica una relación con otras esferas culturales a lo largo de los Andes centrales.   

### Fase Campanayuq II (500-450 a.C.)
Fue el último periodo de ocupación que involucró a la sociedad de Campanayuq Rumi como tal. El patrón general del sitio no se alteró, debido a que en lo arquitectónico se limitaron a ampliar las estructuras preexistentes. También se construyó una emblemática escalinata en la plataforma central. Con respecto a su cerámica, indica que fue en esta fase cuando el sitio cayó bajo la influencia cultural de Chavín de Huántar, aunque mantuvo cierta autonomía al subsistir sus propias costumbres y tradiciones.

### Fase Postcampanayuq (400 a.C.-1300)
En los estratos superiores a la última fase ocupacional de Campanayuq Rumi se encuentran modestos restos waris y chancas (generalmente pequeñas ofrendas aisladas) que evidencian una reocupación del lugar. Debido a que el templo había quedado enterrado, sus acciones no llegaron a alterar o afectar a las estructuras originales.  

## Arquitectura
La arquitectura de Campanayuq Rumi corresponde a un típico ordenamiento "urbano" del Horizonte Temprano, consistente en un sector monumental (templo principal) y otro doméstico (aldea circundante o próxima). 

### Área monumental
El área monumental era la sede de gobierno de Campanayuq Rumi, lugar donde residían las élites encargadas de su administración. Básicamente se compone de 4 plataformas que encierran una amplia plaza principal, que posiblemente era el escenario en el que se realizaban los mayores ritos religiosos. La plataforma central era el edificio principal del sitio, con unas dimensiones aproximadas de 65 metros de largo por 50 m de ancho y 6 m de altura.
Otros elementos arquitectónicos destacados son las galerías y escalinatas líticas, así como recintos, plazas secundarias y pequeñas plataformas empedradas. Todo  lo mencionado anteriormente se funde en una valiosa muestra de arquitectura ceremonial andina que se fue erigiendo progresivamente a lo largo de décadas. 
También se han hallado contextos funerarios en los que se realizaron incineraciones rituales y la deposición de una gran cantidad de ofrendas. 

#### Plaza circular hundida
En el 2018, se desenterró una plazoleta circular hundida de 14 metros de diámetro y 1,5 metros de profundidad ubicada en la cima de la plataforma central. En ella se halló una huanca, lo cual refuerza la teoría del carácter ceremonial del sitio. El descubrimiento de la plazoleta fue uno de los hallazgos arqueológicos más notorios de Ayacucho, avivando la idea de que Campanayuq Rumi fue un centro regional protagónico y no una mera filial de Chavín de Huántar.

### Área doméstica
El área doméstica fue la más grande de las dos. Rodeaba al templo principal y era donde residían las masas populares. Lamentablemente, parte de ella fue destruida durante las ampliaciones de obras peruanas contemporáneas. Sin embargo, aún subsisten restos en los que se hallaron elementos como un contexto funerario. Sus estructuras suelen remitirse a recintos menores de rústica mampostería.  

## Función
Campanayuq Rumi era un sitio netamente administrativo/ceremonial. Como toda teocracia, su dominio estaba respaldado por la influencia religiosa que podían ejercer sobre los pobladores y/o élites menores de otras zonas. Muestra abundantes indicios de ceremonias y ritos realizados en las plazas y plataformas. 
Por ejemplo, se han hallado hoyos en la cima de las plataformas en los que se depositaban diversas ofrendas. Después de la sesión, los hoyos eran rellenados y tapizados con piedras. Estas tenían la función de marcar el lugar en el que se había practicado un entierro ritual. En ellos se hallaron fragmentos óseos de camélidos y cuyes, los cuales constituyen evidencias de presuntos sacrificios de animales.

## Sociedad y economía
La sociedad de Campanayuq Rumi estaba evidentemente estratificada, posicionándose en la cima una casta sacerdotal que llevaba las riendas del gobierno. En otras palabras, se trataba de un protoestado teocrático. Se tienen registros de deformaciones craneanas en la élite del templo. Al fallecer, sus miembros eran enterrados en el área monumental. Por debajo se encontraba el resto de la población. 
Con respecto a su economía, era una sociedad agraria sustentada en la producción del pueblo llano. Esto se veía facilitado gracias al emplazamiento del sitio, muy próximo a fértiles valles, ríos y pequeñas lagunas. A pesar de lo dicho y por lo menos hasta inicios del siglo XXI, se sabe realmente poco del modo de vida y organización política de Campanayuq Rumi, por lo que nuevas investigaciones arqueológicas son precisadas con urgencia.